# 道の駅サンエイト美都
道の駅サンエイト美都（みちのえき サンエイトみと）は、島根県益田市にある国道191号の道の駅である。美都温泉の入口に位置する。

## 施設
- 駐車場
  - 普通車：27台
  - 大型車：1台
  - 身障者用：1台
- トイレ
  - 男性用：小 6器、大 3器
  - 女性用：5器
  - 身障者用：2器
- 公衆電話：1台
- レストラン
  - 鴨蕎麦や自分ですりおろして食べるわさび飯などが人気
- 喫茶・軽食コーナー
- 売店
- 休憩所
- 情報コーナー

## 休館日
- 毎週火曜日

## アクセス
- 国道191号 - 登録路線
  - 島根県道48号三隅美都線

## 周辺
- 美都温泉
- 美都自然の森
- 双川峡
- 石見交通新広益線・都茂線 美都温泉入口バス停

## 店舗展開
当駅のアンテナショップ「地域ショップサンエイト」を、益田駅前にある益田駅前ビル EAGA内に出店している。